# Lobelia seguinii
Lobelia seguinii är en klockväxtart som beskrevs av Augustin Abel Hector Léveillé och Eugène Vaniot. Lobelia seguinii ingår i släktet lobelior, och familjen klockväxter. Inga underarter finns listade i Catalogue of Life.